# Wilder Cartagena
Wilder Cartagena, né le 23 septembre 1994 à El Carmen dans la région d'Ica au Pérou, est un footballeur international péruvien. Il joue au poste de milieu de terrain à l'Orlando City en MLS.

## Biographie

### En club
Formé à l'Alianza Lima, Wilder Cartagena y fait ses débuts professionnels en 2012. Il rejoint en 2014 le Vitória Setúbal au Portugal mais n'y joue aucun match officiel. De retour au Pérou, il s'enrôle à l'Universidad San Martín de Porres en 2015. Il s'expatrie en 2018 au Mexique afin de jouer au Tiburones Rojos de Veracruz. 
L'année suivante, il revient à l'Alianza Lima et découvre la Copa Libertadores puisqu'il joue cinq rencontres de l'édition 2019. En 2020, il poursuit sa carrière en Argentine à Godoy Cruz puis en 2021 il rejoint l'Al-Ittihad Kalba aux Émirats arabes unis.
Prêté à Orlando City en 2022, il remporte avec ce club la Coupe des États-Unis à l'Exploria Stadium après une victoire 3-0 face au Republic de Sacramento. Deux mois plus tard, à l'issue de la saison 2022 de MLS, l'option assortie à son prêt est levée et il est donc transféré à la franchise floridienne.

### En équipe nationale
International péruvien, Wilder Cartagena dispute son premier match en sélection le 5 septembre 2017, contre l'Équateur, rencontre comptant pour les éliminatoires du mondial 2018 (victoire 2-1 à Quito).
En juin 2018, il est retenu par le sélectionneur Ricardo Gareca afin de participer à la Coupe du monde organisée en Russie. Lors du mondial, il ne joue qu'un seul match, contre l'Australie (victoire 2-0). Trois ans plus tard, il joue la Copa América 2021 au Brésil où le Pérou atteint les demi-finales.

### Engagement politique
Il appelle à voter pour la candidate de droite Keiko Fujimori lors de l'élection présidentielle péruvienne de 2021.

## Statistiques

### En sélection nationale
| Saison                | Sélection             | Phases finales        | Phases finales | Phases finales | Phases finales | Éliminatoires CDM | Éliminatoires CDM | Éliminatoires CDM | Matchs amicaux | Matchs amicaux | Matchs amicaux | Total | Total | Total |
| Saison                | Sélection             | Compétition           | M              | B              | Pd             | M                 | B                 | Pd                | M              | B              | Pd             | M     | B     | Pd    |
| --------------------- | --------------------- | --------------------- | -------------- | -------------- | -------------- | ----------------- | ----------------- | ----------------- | -------------- | -------------- | -------------- | ----- | ----- | ----- |
| 2016-2017             | Pérou                 | -                     | -              | -              | -              | 0                 | 0                 | 0                 | -              | -              | -              | 0     | 0     | 0     |
| 2017-2018             | Pérou                 | Coupe du monde 2018   | 1              | 0              | 0              | 2                 | 0                 | 0                 | 1              | 0              | 0              | 4     | 0     | 0     |
| 2018-2019             | Pérou                 | Copa América 2019     | -              | -              | -              | -                 | -                 | -                 | 1              | 0              | 0              | 1     | 0     | 0     |
| 2020-2021             | Pérou                 | Copa América 2021 4e  | 4              | 0              | 0              | 1                 | 0                 | 0                 | -              | -              | -              | 5     | 0     | 0     |
| 2021-2022             | Pérou                 |                       | -              | -              | -              | 7                 | 0                 | 0                 | 1              | 0              | 0              | 8     | 0     | 0     |
| 2022-2023             | Pérou                 |                       | -              | -              | -              | -                 | -                 | -                 | 6              | 0              | 0              | 6     | 0     | 0     |
| 2023-2024             | Pérou                 | Copa América 2024     | 3              | 0              | 0              | 5                 | 0                 | 0                 | 4              | 0              | 0              | 12    | 0     | 0     |
| 2024-2025             | Pérou                 | -                     | -              | -              | -              | 4                 | 0                 | 0                 | -              | -              | -              | 4     | 0     | 0     |
| Total sur la carrière | Total sur la carrière | Total sur la carrière | 8              | 0              | 0              | 19                | 0                 | 0                 | 13             | 0              | 0              | 40    | 0     | 0     |

## Palmarès
Orlando City SC
- Coupe des États-Unis (1) :
  - Vainqueur : 2022.